# Debbie Dunn
Debbie Dunn (26 de março de 1978) é uma ex-velocista norte-americana especialista nos 400 m rasos, campeã mundial no revezamento 4x400 metros. Ganhou a medalha de ouro no Campeonato Mundial de Atletismo de 2009 em Berlim com  Allyson Felix, Lashinda Demus e Sanya Richards. Ela tem duas medalhas de ouro indoor no Campeonato Mundial de Atletismo em Pista Coberta de 2010 em Doha, Qatar.
Em 2012, aos 34 anos, Dunn foi suspensa do atletismo por dois anos por testar positivo para testosterona/epitestosterona. A suspensão  a impediu de participar dos Jogos de Londres 2012 nos 4x400 metros e ela nunca teve a oportunidade de competir em Jogos Olímpicos.